# コートニー・ケイシー
コートニー・ケイシー（Cortney Casey、1987年5月5日 - ）は、アメリカ合衆国の女子総合格闘家。アリゾナ州メサ出身。MMAラボ所属。

## 来歴
テキサス大学エルパソ校時代はディビジョン1のサッカー選手で、怪我でサッカーをやめた後、2009年から総合格闘技をはじめた。
2010年7月24日にアマチュアデビュー戦。
アマチュアで6勝2敗の戦績を残してプロへ転向。
2013年7月14日、プロデビュー戦。ケリー・ウォーレンと対戦し、リアネイキッドチョークで一本勝ち。

### UFC
2015年7月18日、UFCデビュー戦となったUFC Fight Night: Bisping vs. Leitesで女子ストロー級9位ランキングのジョアン・コールダウッドと対戦し、判定負けを喫した。ファイト・オブ・ザ・ナイトを受賞した。
2015年11月28日、UFC Fight Night: Henderson vs. Masvidalでハム・ソヒと対戦し、判定負けを喫した。ファイト・オブ・ザ・ナイトを受賞した。
2016年8月20日、UFC 202で女子ストロー級ランキング13位のランダ・マルコスと対戦し、腕ひしぎ十字固めで一本勝ちを収めた。
2016年11月19日、UFC Fight Night: Bader vs. Nogueira 2で女子ストロー級ランキング1位のクラウディア・ガデーリャと対戦し、判定負けを喫した。
2017年5月13日、UFC 211で女子ストロー級ランキング12位のジェシカ・アギラーと対戦し判定勝ちを収めたが、5月26日にテキサス州アスレチックコミッションが、ドーピング検査でケイシーのテストステロンの濃度比率がテキサス州アスレチックコミッションの既定値である4：1を上回る5.4：1であったため、ドーピング違反としてケイシーに90日間の出場停止と罰金を科し、試合結果を無効試合に変更したことを発表した。それに対して、UFCのアスリート・ヘルス＆パフォーマンス・本部長ジェフ・ノヴィツキーは、「既定値を上回ったからといって検査失格とするのは間違いで、米国アンチドーピング機関（USADA）のガイドラインを守りさらに厳密な検査が行われるべきである」「USADAの抜き打ち検査でもケイシーのテストステロン濃度比の上昇は何度かあったが禁止薬物の使用によるものでないとUSADAから調査結果が出ている」というメールをコミッションへ送り、さらに6月22日に実施された世界アンチ・ドーピング機構（WADA）認定の分析機関での同位体比質量分析 (IRMS)でケイシーのBサンプルが陰性だったことを元に処分撤回を求めた。その後、6月29日にコミッションはケイシーの処分を撤回し、試合結果をケイシーの判定勝ちに差し戻した。
2017年12月2日、UFC 218で女子ストロー級ランキング9位のフェリス・ヘリッグと対戦し、1-2の判定負け。
2018年4月14日、UFC on FOX 29で女子ストロー級ランキング7位のミシェル・ウォーターソンと対戦し、1-2の判定負け。
2018年8月25日、UFC Fight Night: Gaethje vs. Vickで女子ストロー級ランキング14位のアンジェラ・ヒルと対戦し、2-1の判定勝ち。
2019年2月17日、UFC on ESPN: Ngannou vs. Velasquezで女子ストロー級ランキング12位のシンシア・カルビーロと対戦し、判定負け。
2020年5月16日、UFC on ESPN: Overeem vs. Harrisでマーラ・ロメロ・ボレラと対戦し、腕ひしぎ十字固めで一本勝ち。パフォーマンス・オブ・ザ・ナイトを受賞した。
2023年6月21日、病気の治療のため医師から処方されたBPC-157を服用するが、BPC-157が禁止薬物であることを知り、すぐに処方された薬であることを証明する文書と共にUFCに報告して治療使用特例（TUE）を申請するが認められず、9月14日に米国アンチドーピング機関（USADA）から4か月間の出場停止処分が下された。

## 戦績
| 総合格闘技 戦績 | 総合格闘技 戦績 | 総合格闘技 戦績 | 総合格闘技 戦績 | 総合格闘技 戦績 | 総合格闘技 戦績 | 総合格闘技 戦績 |
| --------------- | --------------- | --------------- | --------------- | --------------- | --------------- | --------------- |
| 20 試合         | (T)KO           | 一本            | 判定            | その他          | 引き分け        | 無効試合        |
| 10 勝           | 3               | 4               | 3               | 0               | 0               | 0               |
| 10 敗           | 0               | 2               | 8               | 0               | 0               | 0               |

| 勝敗 | 対戦相手                     | 試合結果                        | 大会名                                  | 開催年月日     |
| ×    | アントニーナ・シェフチェンコ | 5分3R終了 判定1-2               | UFC on ESPN 39: dos Anjos vs. Fiziev    | 2022年7月9日   |
| ○    | リアナ・ジョジュア           | 5分3R終了 判定3-0               | UFC Fight Night: Holloway vs. Rodríguez | 2021年11月13日 |
| ×    | JJ・アルドリッチ             | 5分3R終了 判定1-2               | UFC Fight Night: Edwards vs. Muhammad   | 2021年3月13日  |
| ×    | ジリアン・ロバートソン       | 3R 4:32 リアネイキドチョーク    | UFC on ESPN 11: Blaydes vs. Volkov      | 2020年6月20日  |
| ○    | マーラ・ロメロ・ボレラ       | 1R 3:36 腕ひしぎ十字固め        | UFC on ESPN 8: Overeem vs. Harris       | 2020年5月16日  |
| ×    | シンシア・カルビーロ         | 5分3R終了 判定0-3               | UFC on ESPN 1: Ngannou vs. Velasquez    | 2019年2月17日  |
| ○    | アンジェラ・ヒル             | 5分3R終了 判定2-1               | UFC Fight Night: Gaethje vs. Vick       | 2018年8月25日  |
| ×    | ミシェル・ウォーターソン     | 5分3R終了 判定1-2               | UFC on FOX 29: Poirier vs. Gaethje      | 2018年4月14日  |
| ×    | フェリス・ヘリッグ           | 5分3R終了 判定1-2               | UFC 218: Holloway vs. Aldo 2            | 2017年12月2日  |
| ○    | ジェシカ・アギラー           | 5分3R終了 判定3-0               | UFC 211: Miocic vs. dos Santos 2        | 2017年5月13日  |
| ×    | クラウディア・ガデーリャ     | 5分3R終了 判定0-3               | UFC Fight Night: Bader vs. Nogueira 2   | 2016年11月19日 |
| ○    | ランダ・マルコス             | 1R 4:34 腕ひしぎ十字固め        | UFC 202: Diaz vs. McGregor 2            | 2016年8月20日  |
| ○    | クリスティーナ・スタンチュ   | 1R 2:36 TKO（マウントエルボー） | UFC Fight Night: McDonald vs. Lineker   | 2016年7月13日  |
| ×    | ハム・ソヒ                   | 5分3R終了 判定0-3               | UFC Fight Night: Henderson vs. Masvidal | 2015年11月28日 |
| ×    | ジョアン・コールダウッド     | 5分3R終了 判定0-3               | UFC Fight Night: Bisping vs. Leites     | 2015年7月18日  |
| ○    | ヘレン・ハーパー             | 1R 3:42 TKO（膝蹴り）           | PXC 47                                  | 2015年3月13日  |
| ○    | ジーナ・イニオン             | 1R 4:49 リアネイキッドチョーク  | PXC 46                                  | 2014年11月15日 |
| ○    | 前澤智                       | 1R 0:39 TKO（コーナーストップ） | PXC 44                                  | 2014年6月27日  |
| ×    | パール・ゴンザレス           | 3R 4:43 腕ひしぎ十字固め        | XFC 26: Night of Champions 3            | 2013年10月18日 |
| ○    | ケリー・ウォーレン           | 1R 3:33 リアネイキッドチョーク  | XFC 24: Collision Course                | 2013年6月14日  |

## 表彰
- UFC ファイト・オブ・ザ・ナイト（2回）
- UFC パフォーマンス・オブ・ザ・ナイト（1回）